# Дај ми крила један круг
„Дај ми крила један круг” је југословенска телевизијска серија снимљена 1985. године у 
продукцији Телевизије Београд.

## Епизоде
| Сезона | Епизода | Назив | Датум             |
| ------ | ------- | ----- | ----------------- |
| 1      | 1       | /     | 3. јануара 1986.  |
| 1      | 2       | /     | 10. јануара 1986. |
| 1      | 3       | /     | 17. јануара 1986. |

## Улоге
| Глумац             | Улога                           |
| ------------------ | ------------------------------- |
| Владан Савић       | Лале (3 еп. 1986)               |
| Слободан Алигрудић | Маестро мађионичар (3 еп. 1986) |
| Јасмина Аврамовић  | Фани (3 еп. 1986)               |
| Оливера Јежина     | Персида (3 еп. 1986)            |
| Боривоје Кандић    | (3 еп. 1986)                    |
| Милан Лане Гутовић | Биљан (3 еп. 1986)              |
| Тања Бошковић      | Сека еурека (3 еп. 1986)        |

Комплетна ТВ екипа  ▼
| Редитељ              | Владимир Андрић      | (3 еп. 1986)                              |
| Сценариста           | Владимир Андрић      | (3 еп. 1986)                              |
| Композитор           | Александар С. Илић   | (непознат број епизода)                   |
| Директор фотографије | Бранислав Кузмановић | (непознат број епизода)                   |
| Mонтажер             | Радомир Тодоровић    | (непознат број епизода)                   |
| Сценограф            | Ања Цветковић        | (непознат број епизода)                   |
| Уметнички директор   | Едуард Караман       | (непознат број епизода)                   |
| Костимограф          | Емилија Ковачевић    | (непознат број епизода)                   |
| Одсек за шминку      | Љиљана Обрадовић     | шминкерка (непознат број епизода)         |
| Помоћник режије      | Лепојка Јовановић    | помоћник редитеља (непознат број епизода) |